# The Pink Panther theme
The Pink Panther Theme je hudební kompozice Henry Manciniho, kterou v roce 1963 napsal jako ústřední motiv pro film Růžový panter. O rok později byl za tuto skladbu nominován na oscara za nejlepší původní hudební počin.